# باول ك. فيشر
باول ك. فيشر (بالإنجليزية: Paul C. Fisher)‏ هو سياسي أمريكي، ولد في 10 أكتوبر 1913 في لبنان في الولايات المتحدة، وتوفي في 20 أكتوبر 2006 في بولدر سيتي في الولايات المتحدة.